# 효율적인 에너지 이용
효율적인 에너지 이용, 효율적인 에너지 사용, 간단히 에너지 효율은 제품과 서비스를 제공하는 데 필요한 에너지 양을 줄이는 과정이다. 예를 들어, 건물을 단열하면 난방 및 냉방 에너지를 덜 사용하여 열적 쾌적성을 달성하고 유지할 수 있다. 발광 다이오드 전구, 형광등 또는 자연 채광창을 설치하면 기존 백열등을 사용할 때와 비교하여 동일한 수준의 조명을 얻는 데 필요한 에너지 양이 줄어든다. 에너지 효율의 향상은 일반적으로 보다 효율적인 기술이나 생산 공정을 채택하거나 에너지 손실을 줄이기 위해 일반적으로 인정되는 방법을 적용함으로써 달성된다.
에너지 효율을 개선하려는 동기는 다양하다. 에너지 사용을 줄이면 에너지 비용이 줄어들고, 에너지 절약으로 인해 에너지 효율적인 기술을 구현하는 데 드는 추가 비용이 상쇄된다면 소비자의 재정적 비용이 절감될 수 있다. 에너지 사용을 줄이는 것은 온실가스 배출을 최소화하는 문제에 대한 해결책으로도 여겨지고 있다. 건물, 산업 공정 및 운송 분야의 에너지 효율성 향상은 2050년에 세계 에너지 수요를 1/3로 줄이고 전 세계 온실가스 배출량을 줄이는 데 도움이 될 수 있다. 또 다른 중요한 해결책은 전 세계 절반 이상의 국가에서 높은 에너지 소비와 비효율적인 에너지 사용을 조장하는 정부 주도의 에너지 보조금을 제거하는 것이다.
에너지 효율성과 재생 가능 에너지는 지속 가능한 에너지 정책의 두 기둥이며 지속 가능한 에너지 계층 구조에서 높은 우선 순위를 차지한다. 많은 국가에서 에너지 효율은 외국으로부터의 에너지 수입 수준을 줄이는 데 사용될 수 있고 국내 에너지 자원이 고갈되는 속도를 늦추는 데 사용될 수 있기 때문에 국가 안보에 이점이 있는 것으로 간주된다.

## 같이 보기
- 탄소 발자국
- 에너지 절약
- 에너지 개발
- 80 플러스
- 국제 에너지 기구
- 국제전기기술위원회